# ジェイク・サリバン
ジェイコブ・ジェレマイア・サリバン（英語: Jacob Jeremiah Sullivan、1976年11月28日 - ）は、アメリカ合衆国の政治家、法律家、外交官。2021年1月から2025年1月までジョー・バイデン政権の国家安全保障問題担当大統領補佐官を務めた。

## 経歴
1976年11月28日にバーモント州バーリントンで誕生し、ミネソタ州ミネアポリスで育った。父はスター・トリビューンで働き、ミネソタ大学スクール・オブ・ジャーナリズム&マス・コミュニケーションの教授を務めていた。母は高校のガイダンスカウンセラーだった。 
イェール大学で学んで政治学の学位を取得し、その後イギリスのオックスフォード大学マグダレン・カレッジで学んで国際関係学の修士号を取得した。さらにイェール・ロー・スクールで学んで2003年に法務博士号を取得した。
学業を終えた後はミネソタに戻って法律事務所のフェ―ガー&ベンソンに勤務する弁護士となり、またセント・トマス大学ロースクールの非常勤教授として活動した。
エイミー・クロブシャー上院議員の顧問弁護士となり、彼女の紹介でヒラリー・クリントンの知遇を得た。
2008年1月に実施された民主党大統領選予備選挙に出馬したヒラリー・クリントンの外交安保顧問を務め、公職に足を踏み入れた。2009年1月に発足したヒラリー・クリントン国務長官で国務長官副補佐官に就任し、2011年2月からは政策企画本部長に就任した。なおサリバンは同職に就任した当時は34歳で、最年少での就任となった。ヒラリーと一緒に112か国を回り、2012年7月にはヒラリーの指示で秘密裏にオマーンに派遣され、後にイラン核合意として結実するイランとの核交渉を開始した。
2013年2月にヒラリーが国務長官を退任した後はジョー・バイデン副大統領の国家安全保障担当副大統領補佐官に就任した。
2014年6月20日にニューヨークタイムズは、サリバンがイェール大学ロースクールで教鞭を執る為、同年8月に政権を離れると報じた。
2016年11月の大統領選挙ではヒラリー陣営の上級政策顧問を務めた。ヒラリーが当選した場合はサリバンが国家安全保障担当大統領補佐官に有力視されていた。
2020年11月の大統領選挙にバイデンが当選すると、2021年1月に発足予定のバイデン政権の国家安全保障担当大統領補佐官に指名された。この人事に上院の承認は不要である。サリバンはバイデンから政治と「最も大事な人間性について」学んだとして彼のことを賞賛している。トランプ政権が離脱させたイラン核合意への復帰に意欲を示している。

### 中国について

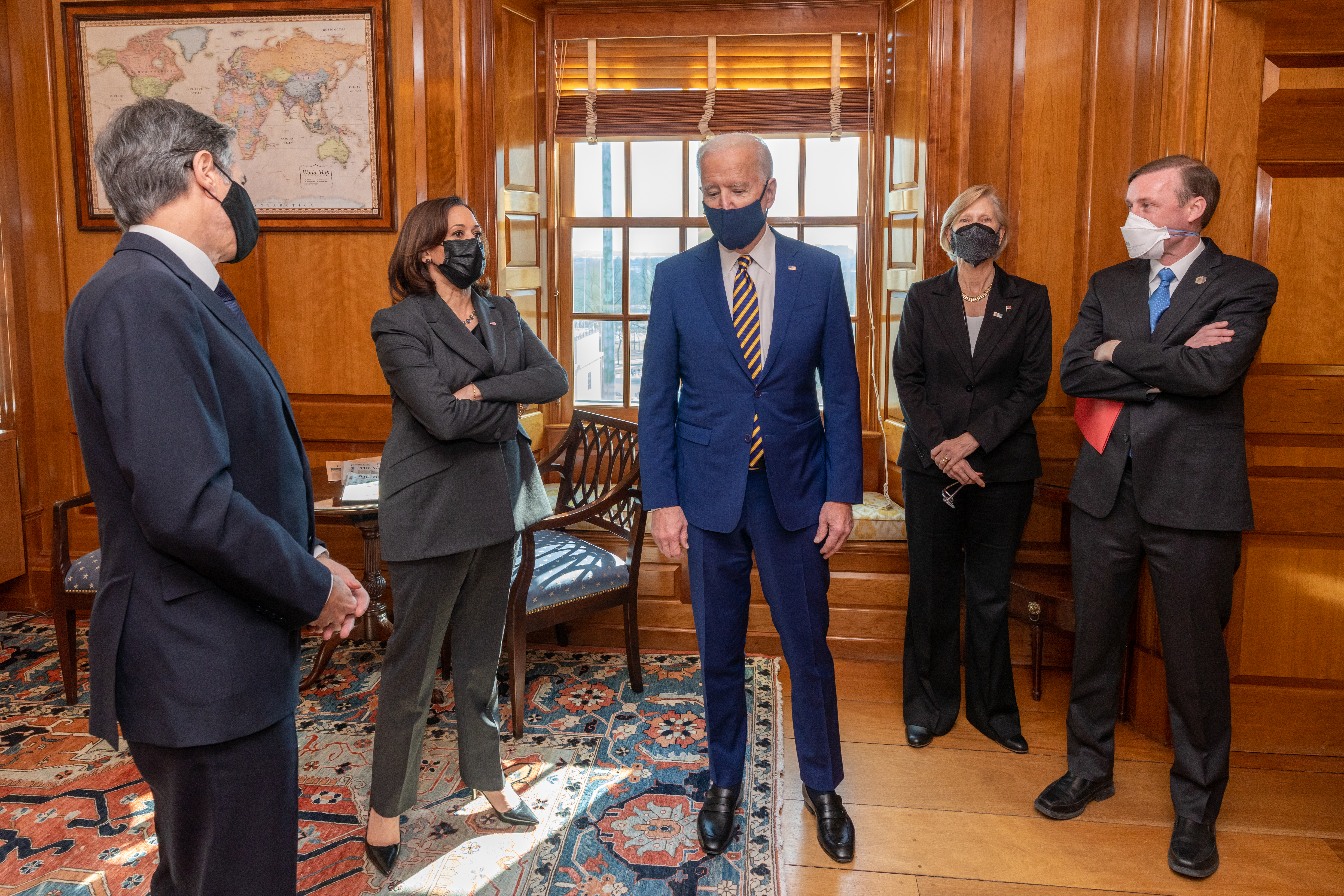
左からアントニー・ブリンケン国務長官、カマラ・ハリス副大統領、ジョー・バイデン大統領、ナンシー・マクエルドワニー国家安全保障問題担当副大統領補佐官、サリバン国家安全保障担当大統領補佐官（2021年2月4日・国務省にて）。

中国に対しては強硬姿勢を示しており、12月2日には中国の経済報復を受けるオーストラリアについて「オーストラリア国民は世界の民主主義と自由を守るために多大な犠牲を払っている」・「アメリカは去る数十年間そうしてきたように同盟国であるオーストラリアおよび民主主義国家と共にする」と述べた。12月8日には香港問題について「香港の民主活動家の逮捕や投獄に対して深く懸念している」・「香港の自由に対する中国の攻撃に我々は同盟国と結束して立ち向かい、迫害された者が安全な避難先を見つられるよう支援する」とツイートした。政治メディア「ポリティコ」のインタビューにおいても、バイデン政権の国家安全保障会議（NSC）の主要問題は、新型コロナウイルスの対応と並んで中国問題になるだろうと述べている。
2021年1月20日のジョー・バイデンの大統領就任と共に国家安全保障問題担当大統領補佐官に就任し、1月29日に「中国に対し、新疆ウイグル自治区や香港での振る舞いや台湾への敵意や脅迫への対価を払わせ、行動をとる準備をすべきだ。」と演説し、中国に厳然とした対応を取っていくことを強調した。2月4日にドイツ駐留アメリカ軍を約1万2000人削減するとのトランプ前大統領の計画を中止することとサウジアラビア主導のイエメンでの軍事攻撃へのアメリカの支援を終了することを発表した。サリバンは「これがバイデン氏の選挙戦での公約で、バイデン氏が公約を守ることになる。」と説明した。
2月21日にCBS（アメリカ）のインタビューにおいて、世界保健機関（WHO）の国際調査団が進めている新型コロナウイルスの発生源などの調査について「中国が十分なデータを提供していない」・「このパンデミックで何が起きたかを知るには科学的な調査しかない。だが、中国政府からの情報には透明性が欠けている」と批判した上で「正確な発生源を突き止めるには、WHOがやるべきことがまだたくさんある」と調査を徹底するようWHOに要求した。
2024年8月に中国を訪問。王毅（共産党中央政治局委員・中央外事工作委員会弁公室主任）と会談し、新たな戦略的意思疎通の開始を歓迎された一方、中国軍制服組トップである張又侠（中央軍事委員会副主席）と会談では、アメリカと台湾の関係について牽制を受けている。

## 家族
2015年6月にマーガレット・グッドランダーと結婚した。なお2人の間に子供はいない。